# Aubinger Wasserturm
Der Aubinger Wasserturm ist ein Industriedenkmal in Neuaubing im Münchner Stadtteil Aubing.

## Geschichte
Nach dem schnellen Bevölkerungswachstum in der damals selbständigen Gemeinde Aubing, besonders in deren Ortsteil Neuaubing war zu Beginn des 20. Jahrhunderts eine Brunnenbohrung für die Wasserversorgung notwendig geworden.
Der Wasserturm wurde als Teil des  12.830 m² großen Aubinger Wasserwerks in den Jahren 1909/10 erbaut, um den notwendigen Wasserdruck sicherstellen zu können. Neben dem Turm mit Wohnhaus für den Wasserwart und seine Familie entstand ein gemauertes Werkstattgebäude, ein Brunnenhaus mit Zugang zum Brunnenschacht und den beiden Brunnen sowie eine Baracke für die Material- und Gerätelagerung für den Betrieb des Wasserrohrnetzes. Das Brunnenhaus steht etwa 20 m östlich vom Turm, von außen sind nur zwei Türmchen zu erkennen, die auf einem Hügel stehen. Die 1910 und 1934 erbauten elektrischen Pumpen förderten das Wasser aus bis zu 20 Metern Tiefe und hatten zusammen eine Förderleistung von 60 Litern pro Sekunde.
Das Werk versorgte Alt-Aubing und Neuaubing gleichermaßen. 1954 wurde es außer Betrieb genommen, nachdem die Stadtwerke München den Anschluss an ihr Wasserleitungsnetz hergestellt hatten. Die Brunnen wurden zugeschüttet. Anschließend war der Turm zeitweise vermietet.
2003 verkauften die Stadtwerke den Turm an die Heimbau Bayern, die ursprünglich Wohnungen und Ateliers errichten wollte, dies jedoch nicht realisierte, so dass der Turm leer stand. Ab 2011 wurde er vermietet und nach einer Sanierung eröffnete am 19. Oktober 2012 die Kunstgalerie „Wasserturm 39“ im angrenzenden Wasserwart-Wohnhaus und in den unteren Turmgeschossen. Die oberen Stockwerke sind aus Sicherheitsgründen nicht zugänglich. Nach Schließung der Galerie 2014 befindet sich der Turm in Privatbesitz und ist 2021 nicht zugänglich.

## Architektur
Der 37 Meter hohe Wasserturm hat einen Querschnitt von 6,9 × 6,7 Metern. Er trägt ein 7,1 × 8,1 m² großes Wasserhaus mit Platz für zwei Behälterkammern, die zusammen 120 Kubikmeter Wasser fassen. Im Vergleich zum Versorgungsgebiet ergab sich ein Höhenunterschied von 35 Metern und dadurch entsprechender Wasserdruck.
Der Turm ist ein Vertreter des Heimatstils und erinnert an einen mittelalterlichen Stadtturm. Dennoch kamen bei seiner Errichtung moderne Bautechniken zur Anwendung; so ist in seinem – etwas breiteren – Oberteil noch der Wasserbehälter aus Beton erhalten. Sowohl das Wasserhaus auf dem Turm als auch das Wohnhaus haben ein Mansarddach. Der denkmalgeschützte Turm ist weithin sichtbar und zu einem Wahrzeichen Neuaubings und Aubings geworden.

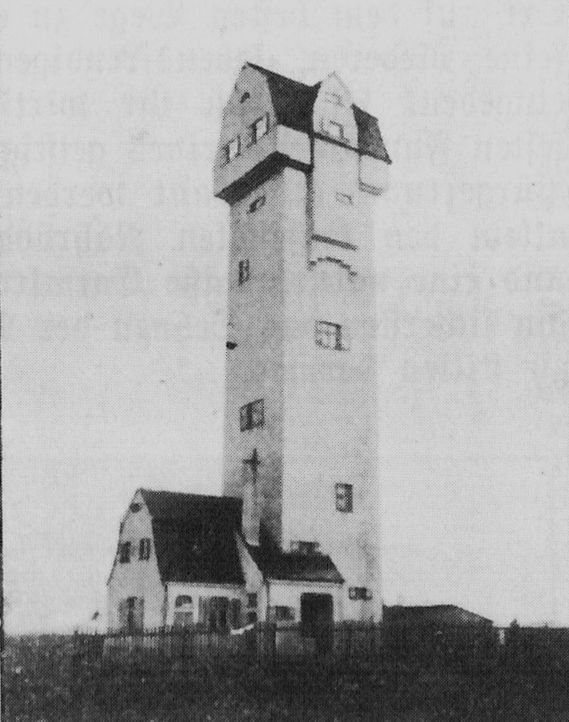
Ansicht von 1914
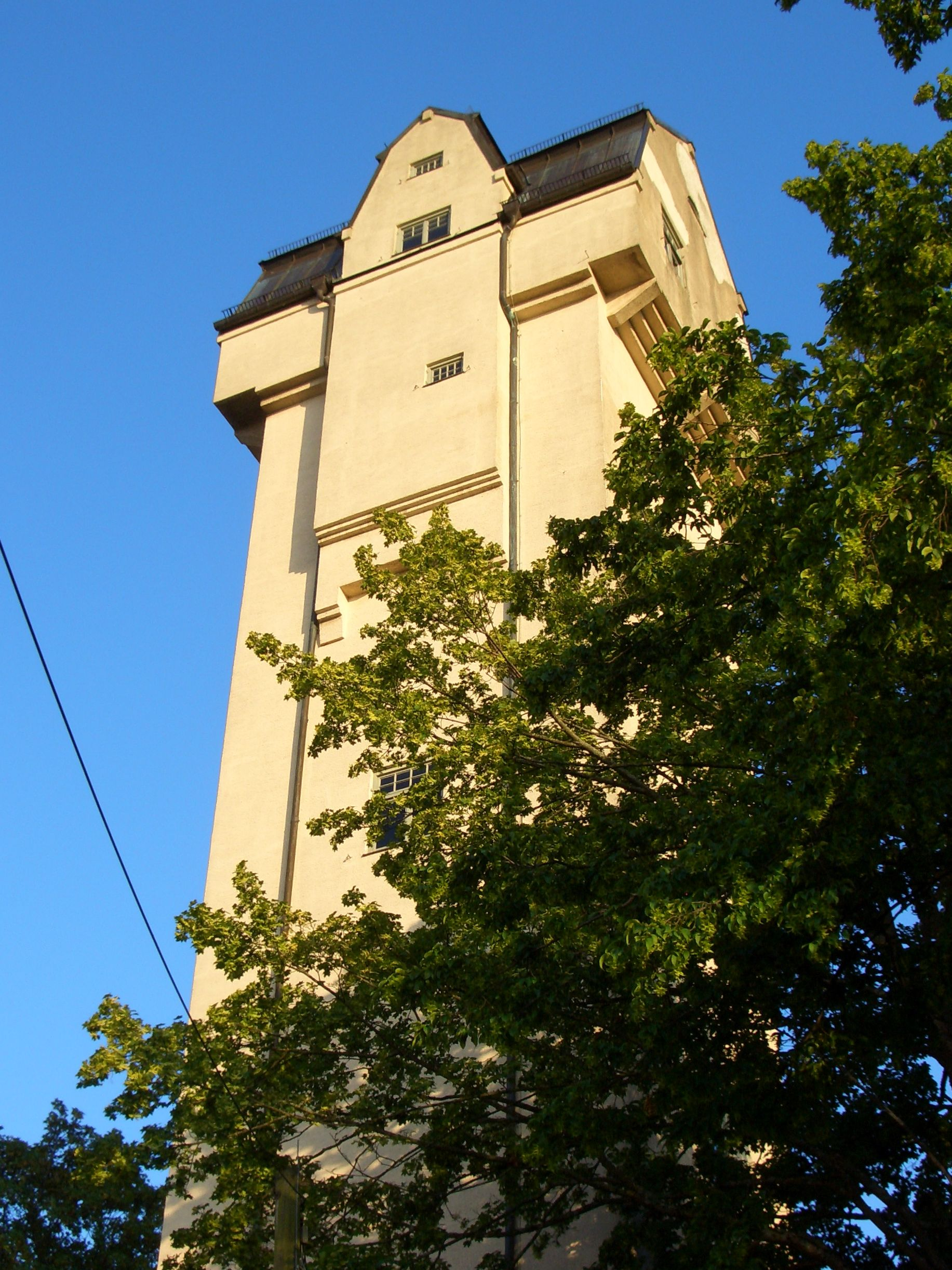
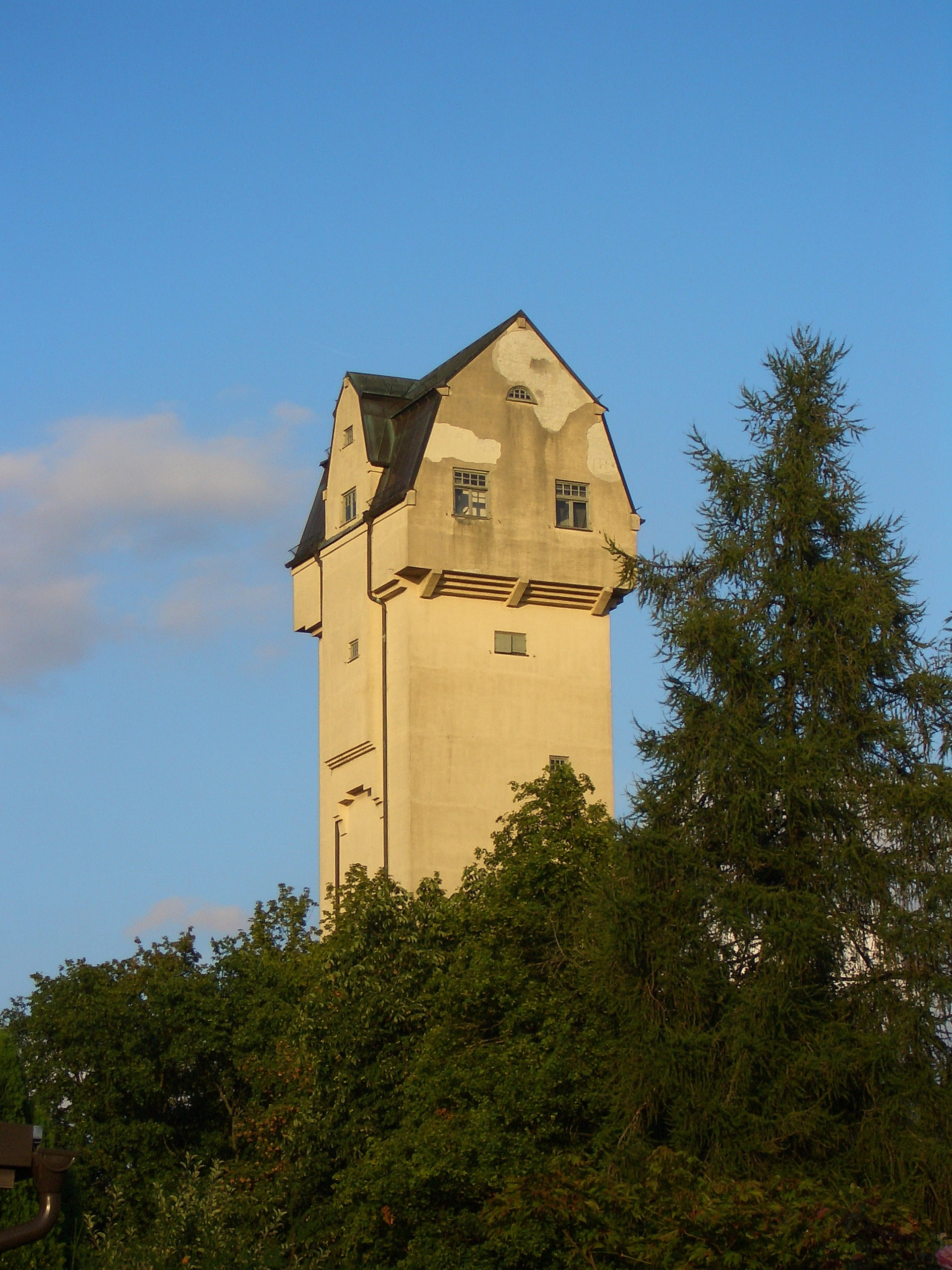